# Arcade-Automat

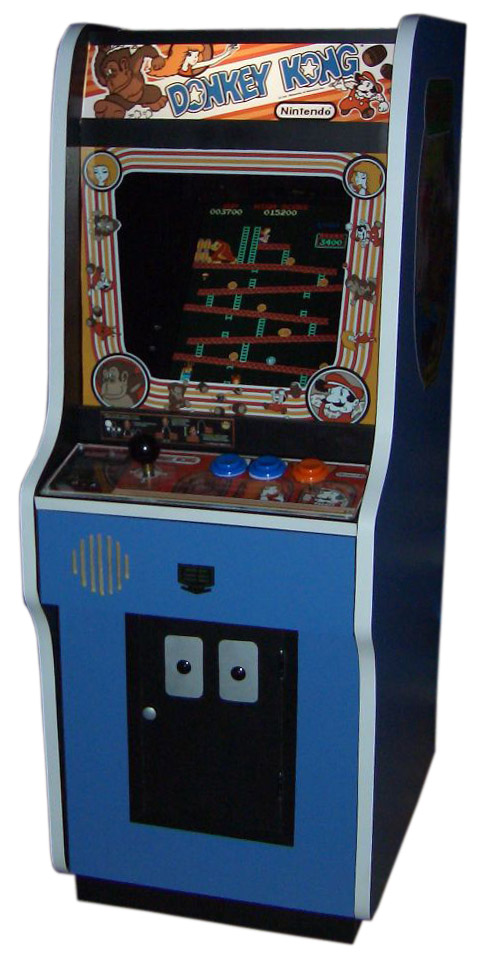
Donkey Kong, Standard Arcade-Gehäuse

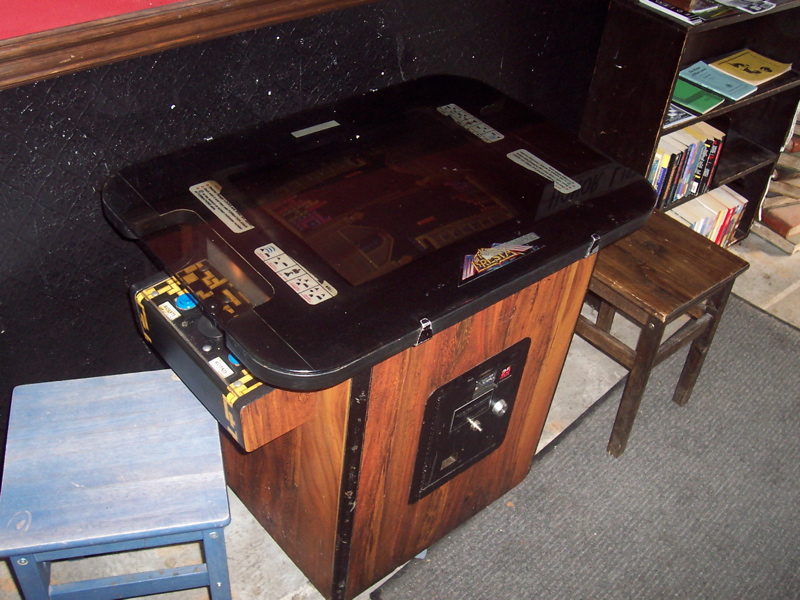
Cocktail-Tisch

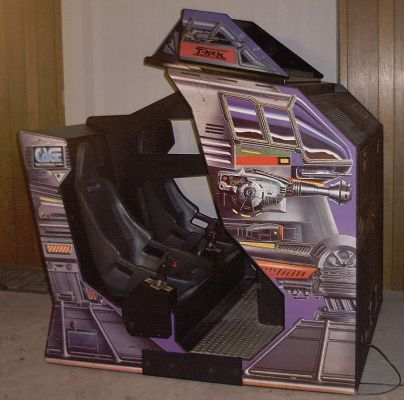
Sit-in-Gehäuse

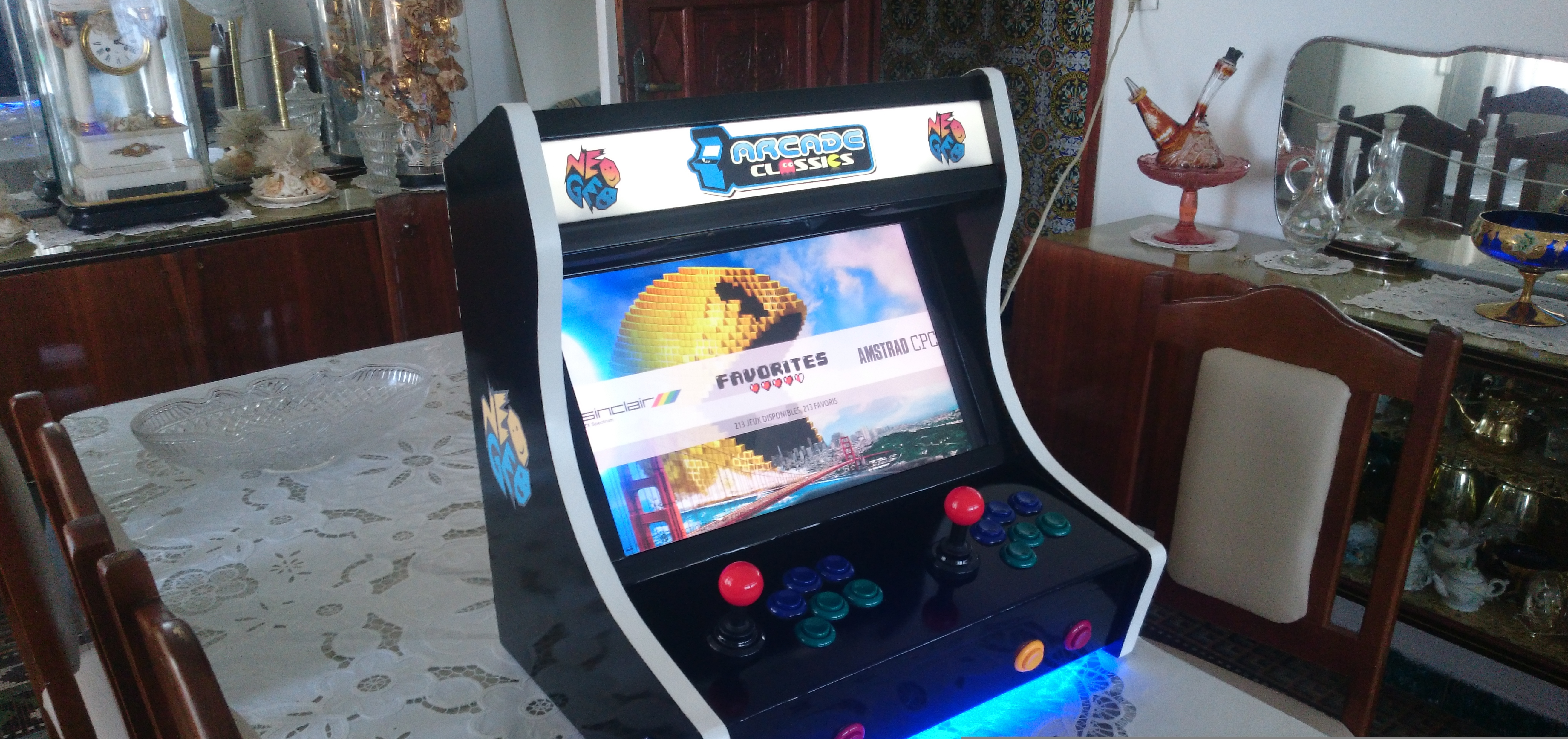
Bartop-Gehäuse

Ein Arcade-Automat ist ein Spielautomat, an dem der Benutzer gegen Geldeinwurf Arcade-Spiele spielen kann.
Der Automat (engl.: Coin-Ops) besteht zumeist aus einer Bildschirmeinheit, einem Bedienpult mit Joystick und Tasten, einer Münzeinheit sowie einer eingebauten Platine, auf der das Videospiel gespeichert ist. Die Hardware des Gerätes ist zumeist exakt auf das darauf laufende Spiel abgestimmt. Einige Automaten besitzen auch eine eingebaute Lightgun, Lenkräder oder Steuerhebel – beispielsweise bei Flug- oder Auto-Rennsimulationen – oder eine angeschlossene Leinwand variierender Größe.

## Varianten
Die gängigsten drei sind:
- Standardgehäuse („upright cabinet“), etwa 1,80 Meter hoch und 65 cm breit
- „Mini cabinets“ bzw. „Cabarets“ (etwas kleinere Versionen)
- Tische („Cocktail“) für 2 Spieler, die sich gegenübersitzen; Bild wird je nach Bedarf gedreht.

Daneben gibt es:
- Platzsparende Wandgeräte (sogenannte „Wall Mounter“), die in ihren Abmessungen an europäische Geldspielgeräte angelehnt waren
- „Sit-In“ (zum Hineinsetzen, z. B. Rennsimulationen)
- „Sit-Down“ (zum Davorsetzen, hauptsächlich von japanischen Unternehmen)
- „Walk-In“ (zum Hineinsetzen, aber für mehrere Spieler, z. B. Galaxian 3)
- „Bartop“ bzw. „Countertop“ (zum Aufstellen auf Tischen oder Theken)

Für spezielle Spiele gibt es besondere Gehäuseformen, z. B. Gauntlet für 4 Spieler oder Sportspiele (z. B. Ski mit Stangen und Fußgehäusen).

## Äußere Elemente (Artwork)
Es gibt, speziell für das jeweilige Spiel („dedicated“), meist besondere künstlerische Verzierungen. Dazu gehören insbesondere:
- Marquee (rechteckiges Schild über dem Monitor, meist hintergrundbeleuchtet)
- Bezel (Umrandung des Monitors, oft mit Anleitungen)
- Control panel (Bedienpult, normalerweise mit Joystick und Tasten)
- Side art (Bemalung an der Gehäuseseite)

Oft wurden, insbesondere bei älteren Spielen, Universalgehäuse benutzt.

## Technik

### PCB
Im Inneren des Automaten befindet sich, neben dem Monitor, das Herzstück: die Platine(n), auch PCB („printed circuit board“). Siehe auch Arcade-System. Auf ihr befinden sich die Prozessoren (CPU) und die Spiele auf ROMs. Meist wurden 2 oder 3 Platinen benutzt, die übereinander liegen. Die untere ist dabei oft die Hauptplatine für den oder die Prozessoren, die anderen sind für den Sound und die Grafik zuständig.
In der goldenen Ära der Arcade-Spiele wurden meist ein oder mehrere 8-Bit-Prozessoren wie der Z80 benutzt, statt ROMs kamen üblicherweise wiederbeschreibbare EPROMs zum Einsatz, um gegebenenfalls Updates einzuspielen (was in der Regel wegen des hohen Aufwands selten war). Zudem setzte man schon ab Beginn der 1980er-Jahre vermehrt „Custom-ICs“ ein, um einerseits die Anzahl der Bausteine auf der Platine zu reduzieren, andererseits das Kopieren der Spiele zu erschweren. Diese ICs waren entweder reine Logikbausteine oder spezielle Mikrocontroller mit integriertem ROM, das man nur aufwändig wieder auslesen konnte. Trotzdem konnte man viele Originalspiele auch als „Bootlegs“, also Kopien bekommen, die wiederum auf Standardbauteilen aufgebaut waren. Ein solches frühes Spiel ist das bekannte Galaga der japanischen Firma Namco (das auch von der US-Firma Midway lizenziert wurde), das auf einer Vielzahl von Spezial-Chips mit typischerweise vierstelligen Nummern aufgebaut wurde. Dieses wurde unter anderem als Galag mit frei erhältlichen TTL-Bausteinen nachgebildet, wobei sich die mitgelieferte Software nur sehr geringfügig unterschied.
Mittels DIP-Schaltern kann der Aufsteller verschiedene Einstellungen, insbesondere den Schwierigkeitsgrad und die Münzanzahl, verändern.
Als Beispiel siehe Irem M-62.

### Monitor
In der Regel hat ein Arcade-Automat einen Monitor, meist mit einer Zeilenfrequenz von nur 15,75 kHz. Dieser kann vertikal oder horizontal ausgerichtet sein. Die frühen Spiele hatten noch Vektorgrafik, wenig später wurde auf die mittlerweile übliche Rastergrafik umgestellt. Die Bildschirmauflösung der klassischen Spiele der 1980er-Jahre betrug oft 256 × 256 oder 240 × 256 Pixel.
Insbesondere bei Rennspielen gibt es Geräte mit zwei oder mehr Monitoren.

## JAMMA-Standard
In den frühen Jahren verwendeten die Hersteller ihre jeweils eigene Methode, mit denen die Spielplatinen im Automaten angeschlossen wurden. Erst ab 1986 begann man sich auf einen Standard zu einigen, der den Anschluss genau definierte: JAMMA. Der JAMMA-Standard brauchte bis ca. 1988, um sich zu behaupten, und wird noch heute verwendet.

## Emulation

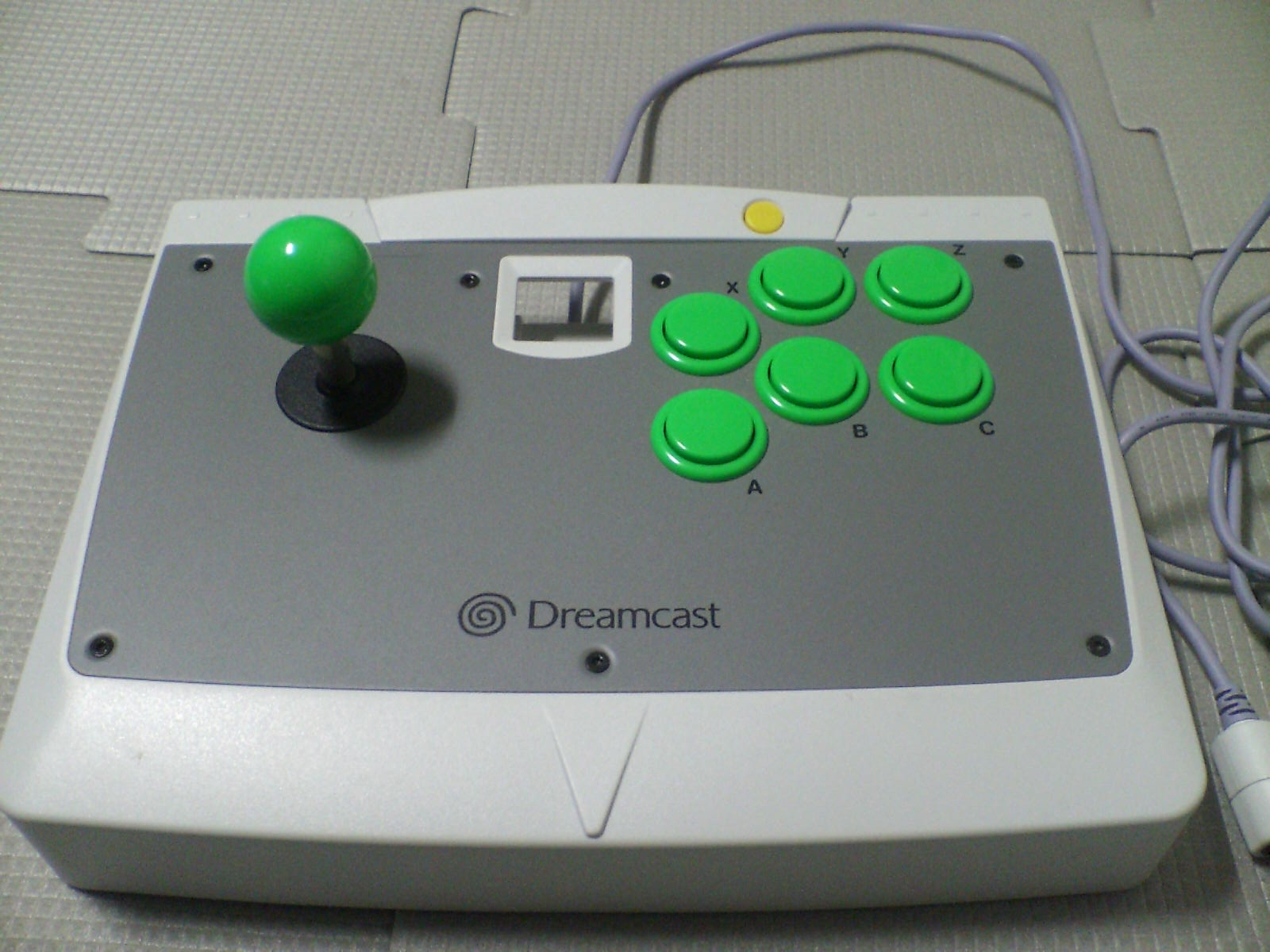
Ein ArcadeStick, hier für die Sega Dreamcast

Mit der Software M.A.M.E. kann die Hardware älterer Automaten auf einem PC emuliert werden. Es gibt auch andere Emulatoren für die verschiedensten Betriebssysteme und Plattformen.
Diese Emulationen können allerdings nur bis zu einem gewissen Grad die Korrektheit garantieren. Daher gibt es auch zahlreiche Projekte, die alte PCBs durch „reverse-engineering“ auf FPGAs neu aufbauen, um die Spiele noch genauer nachzubilden.

## Infos
Die meisten Arcade-Automaten sind modular wie Spielekonsolen konzipiert, das heißt, die Hardware bleibt gleich und die Spiele können ausgewechselt werden. Zu den bekanntesten Hardwareplattformen gehören CP System 1 und 2 (CPS1, CPS2), Neo Geo von SNK und Segas SYSTEM 16.
Einige Leute bauen sich Arcade-Automaten um. Das Arcade-ROM, auf dem sich das eigentliche Spiel befindet, wird ausgebaut – stattdessen wird ein PC mit der Software M.A.M.E. eingebaut und über ein Interface an die Automatenhardware angeschlossen. Das hat den Vorteil, dass man auf einem originalen Arcade-Automaten nicht nur immer ein Spiel spielen kann, sondern alle Spiele, die die aktuelle M.A.M.E.-Version gerade unterstützt.
Eine weitere Möglichkeit in dieser Richtung ist der komplette Neu- und Eigenbau eines Automaten, der dadurch komplett auf die eigenen Bedürfnisse abgestimmt werden kann.
Da ein solcher Automat dazu bestimmt ist, dem Aufsteller Einnahmen zu sichern – in der Regel von 50 Cent bis zu 1 bis 2 Euro pro Spiel – muss dieser außerordentliche Qualitäten aufweisen.
In Deutschland befinden sich die meisten Videospielautomaten in Kneipen und Spielhallen. Arcade-Automaten sind keine Geldspielautomaten („einarmige Banditen“), die zumeist Roulette, Poker oder Las Vegas in ihrem Logo tragen.

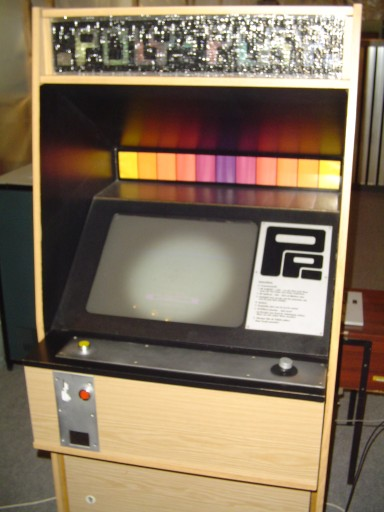
Polyplay, einziger Arcade-Automat der DDR

Ab dem 5. März 1985 durften in der Bundesrepublik Deutschland an öffentlichen Plätzen keine Videospielautomaten mehr aufgestellt werden. Arcade-Automaten waren von da an nur noch in Spielhallen oder in Freizeitparks anzutreffen. Diese Regelung bestand bis zur Einführung des neuen Jugendschutzgesetzes am 26. Juli 2002. Seitdem dürfen Geräte, die von der USK „ab 6“ eingestuft sind, wieder überall aufgestellt werden. In der damaligen DDR wurde dagegen ca. 1986 der Polyplay-Arcade-Automat veröffentlicht und u. a. in FDGB-Ferienheimen und öffentlichen Einrichtungen aufgestellt.
Eine besondere Form von Arcade-Automaten, die in den USA auch in Arcade-Hallen zu finden sind, ist der Wahrsageautomat. Diese Automaten suggerieren, in der Regel gegen Geldeinwurf, die Zukunft vorhersagen zu können. Am üblichsten war die Ausgabe der Prophezeiung als Text auf einem Kärtchen. Besonders beliebt waren die Automaten um die 1930er in den USA, doch auch in Deutschland waren Geräte aufgestellt.